# Kecamatan Sesayap
Kecamatan Sesayap (indonesiska: Sesayap) är ett distrikt i Indonesien.   Det ligger i provinsen Kalimantan Utara, i den norra delen av landet, 1 600 km nordost om huvudstaden Jakarta.